# One Night Stand (2008)
L’édition 2008 de One Night Stand est une manifestation de catch (lutte professionnelle) télédiffusée et visible uniquement en paiement à la séance. L'événement, produit par la World Wrestling Entertainment (WWE), a eu lieu le 1er juin 2008 dans la salle omnisports San Diego Sports Arena à San Diego, en Californie. Il s'agit de la quatrième et dernière édition de One Night Stand, pay-per-view annuel qui sera remplacé l'année suivante par Extreme Rules.
Sept matchs, dont deux mettant en jeu les titres de la fédération, ont été programmés. Chacun d'entre eux est déterminé par des storylines rédigées par les scénaristes de la WWE ; soit par des rivalités survenues avant le pay-per-view, soit par des matchs de qualification en cas de rencontre pour un championnat. L'événement a mis en vedette les catcheurs des divisions Raw, SmackDown et ECW, créées en 2002 lors de la séparation du personnel de la WWE en deux promotions distinctes.
Le main event de la soirée est un Tables, Ladders and Chairs match, match sans disqualification pour le championnat du monde poids-lourd, dans lequel un catcheur doit décrocher la ceinture, suspendue au-dessus du ring, pour gagner. Edge remporte le match contre The Undertaker, et si Undertaker perdait, il devait quitter la WWE. La rencontre pour le championnat de la WWE oppose Triple H à Randy Orton dans un Last Man Standing match. C'est Triple H qui remporte le match et le championnat de la WWE. Durant ce même match, Orton se blesse. Un peu plus tôt dans la soirée, John Cena et JBL, s'affrontent dans un First Blood match sans enjeu. La rencontre se termine avec une victoire de Cena. Enfin, Beth Phoenix affronte Melina dans un « I Quit » match, que Phoenix remporte. Triple H et Randy Orton sont présents sur l'affiche promotionnelle.
9 000 personnes ont réservé leur place pour assister au spectacle. Le DVD du spectacle est sorti au début du mois de juillet 2008. One Night Stand a reçu un bilan positif, notamment grâce au match pour le championnat du monde poids lourds.

## Contexte
Les spectacles de la World Wrestling Entertainment en paiement à la séance sont constitués de matchs aux résultats prédéterminés par les scénaristes de la WWE. Ces rencontres sont justifiées par des storylines — une rivalité avec un catcheur, la plupart du temps — ou par des qualifications survenues dans les émissions de la WWE telles que Raw, SmackDown et ECW. Tous les catcheurs possèdent un gimmick, c'est-à-dire qu'ils incarnent un personnage gentil ou méchant, qui évolue au fil des rencontres. Un pay-per-view comme One Night Stand est donc un événement tournant pour les différentes storylines en cours.

### Triple H contre Randy Orton
La principale rivalité de la division RAW était celle entre Triple H et Randy Orton pour le WWE Championship. A Backlash, un Fatal-Four Way Elimination Match a eu lieu pour le championnat de la WWE. Triple H a gagné le match après avoir éliminé Orton en denier pour remporter le titre de la WWE. A Judgment Day, Triple H a défendu le WWE Championship contre Orton dans un Steel Cage match. Triple H a remporté le match après un Pedigree afin conserver le titre. Le 19 mai à RAW, le General Manager William Regal organise un match par équipe entre Orton et JBL contre John Cena et Triple H. Si Orton et JBL gagnent, ils auraient reçu un re-match contre Triple H et Cena, respectivement, à One Night Stand dans un match extrême de leur choix. Si Cena et Triple H avaient gagnés, cependant, alors la paire aurait fait face à l'autre pour le WWE Championship, avec Regal qui choisit le type de match. Après que Orton et JBL aient remportés le match par équipe, Orton a annoncé que lui et Triple H s'affronteraient dans un Last Man Standing match pour le championnat de la WWE à One Night Stand. JBL a annoncé que lui et Cena se feraient face dans un First Blood match à One Night Stand.

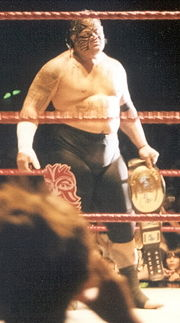
Umaga affronte Jeff Hardy.

### Shawn Michaels contre Batista
Une autre rivalité de la division RAW à One Night Stand était celle entre Shawn Michaels et Batista. La rivalité a commencé après que Batista ait exprimé ses remords sur la retraite de Ric Flair, son mentor, à WrestleMania, qui a été causée par Michaels. Au cours de la rivalité, un match entre Batista et Michaels a eu lieu à Backlash, avec Chris Jericho en arbitre spécial. À la fin du match, Michaels semblait souffrir d'une blessure au genou, mais a attaqué Batista pour effectuer son Sweet Chin Music. Au cours des semaines suivantes, Batista et Jericho sont restés sceptiques à propos de la blessure de Michaels, Celui-ci a alors admis à Jericho qu'il avait mis en scène la blessure. Batista a battu Jericho le 19 mai à RAW pour gagner le droit d'affronter Michaels à One Night Stand dans un Stretcher match.

### Edge contre The Undertaker
La rivalité prédominante de la division SmackDown était celle entre Edge et The Undertaker pour le vacant World Heavyweight Championship. A Backlash, Undertaker a battu Edge pour conserver le World Heavyweight Championship, en soumettant Edge grâce à sa prise de soumission, le Hell's Gate. Le 2 mai à SmackDown, la General Manager Vickie Guerrero a dépouillé Undertaker du titre et interdit son Hell's Gate pour « protéger les Superstars de SmackDown ». A Judgment Day, Undertaker et Edge se sont affrontés à nouveau pour le titre vacant du World Heavyweight. Undertaker a gagné le match par décompte à l'extérieur. Cependant, Guerrero a annoncé que selon les règles de la WWE, les championnats ne peuvent pas changer de mains par disqualification ou décompte à l'extérieur. Le 23 mai à SmackDown, Vickie a annoncé un TLC Carrer Threatening match entre Edge et Undertaker à One Night Stand pour le World Heavyweight Championship vacant, avec la stipulation que si Undertaker perd le match, il quitte la WWE.

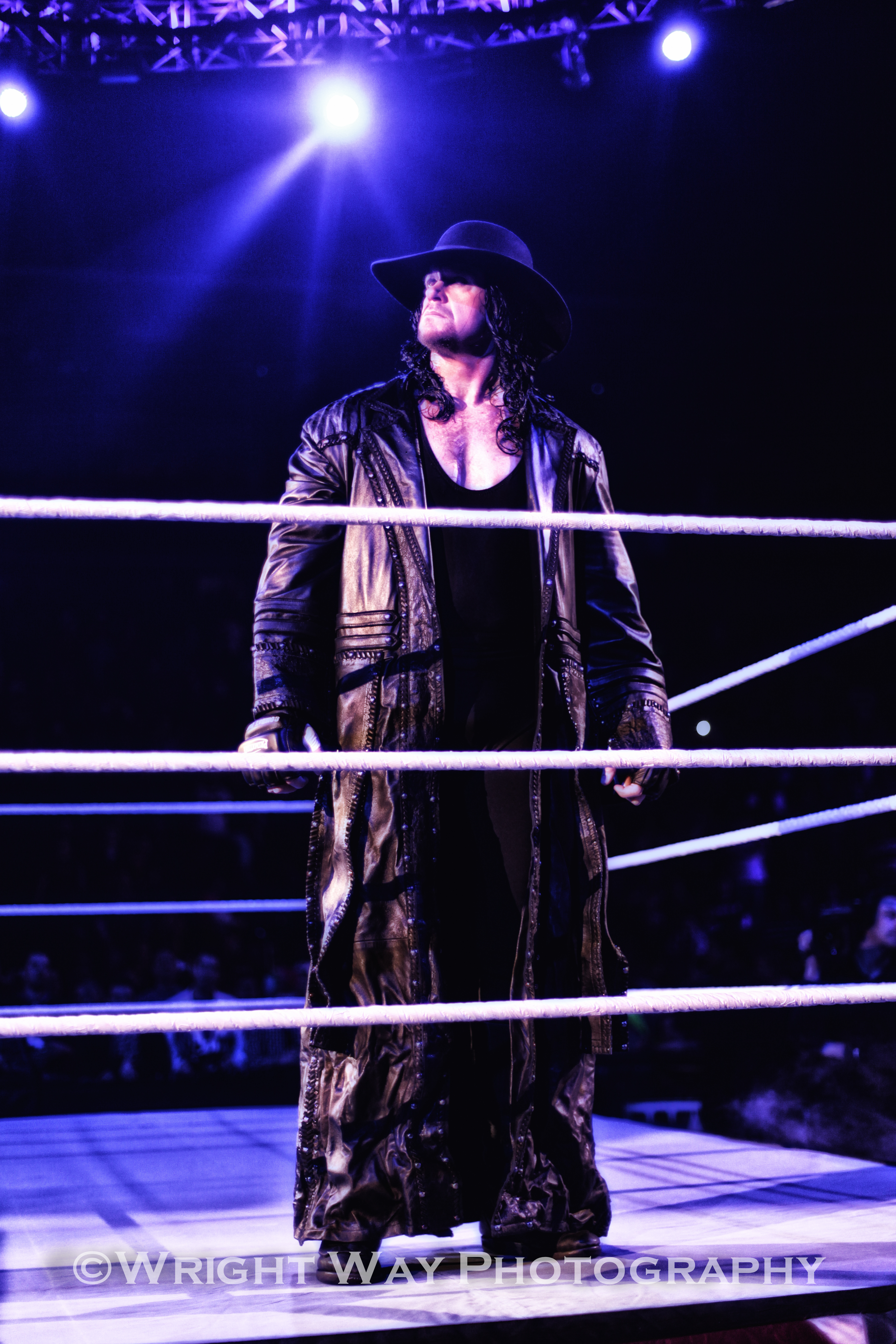
À la suite de sa défaite, Undertaker a dû quitter la WWE.

### CM Punk contre John Morrison contre Tommy Dreamer contre Big Show contre Chavo Guerrero
La rivalité prédominante de la division ECW était celle entre CM Punk, Chavo Guerrero, Tommy Dreamer, Johnny Morrison et Big Show. Le 20 mai à ECW, le Général Manager Armando Estrada a annoncé un Fatal-Four Way Singaporte Cane match pour One Night Stand avec Punk, Guerrero, Dreamer et Morrison, où le vainqueur recevrait un match de championnat pour le titre de l'ECW contre le champion Kane à One Night Stand. Plus tard ce soir-là, l'équipe de Guerrero et Morrison a battu l'équipe de Dreamer et Punk dans un match par équipe. Après le match, cependant, Big Show a attaqué les quatre superstars. Big Show a ensuite annoncé qu'il serait également dans le match à One Night Stand.

### Melina contre Beth Phoenix
La rivalité des Divas était celle entre Beth Phoenix et Melina. Le 5 mai à RAW, Phoenix a été battue par Mickie James dans un Lumberjill Match pour le championnat féminin de la WWE après que Melina ait accidentellement frappé Phoenix avec sa botte. La semaine suivante, Phoenix et Melina ont été battues par James et Maria. Pendant le match, Melina a accidentellement renversé Phoenix hors du ring, ce qui a entraîné l'abandon de Phoenix et permit à James et Maria d'obtenir la victoire. Une fois le match terminé, Phoenix a attaqué Melina en coulisses, mettant fin à une alliance de longue date entre les deux. Les deux jeunes femmes ont concouru dans un match triple menace pour le championnat féminin à Judgment Day, qui a été remporté par James. La nuit suivante à RAW, Phoenix a battu Maria, et Melina (qui était commentatrice spéciale) a attaqué Phoenix avec sa botte avant d'être jetée sur la rampe d'entrée par Phoenix. Il a été plus tard annoncé que Phoenix et Melina se feraient à One Night Stand dans le tout premier I Quit match féminin de l'histoire.

## Déroulement du spectacle
Généralement, avant qu'un spectacle de catch ne démarre, la fédération organisatrice met en place un ou plusieurs matchs non télévisés destinés à chauffer le public. Matt Hardy, réalise le tombé sur Shelton Benjamin.

### Match préliminaires
Le match d'ouverture du pay-per-view est un Falls Count Anywhere Match entre Jeff Hardy et Umaga. Les deux combattants ont combattu autour de l'arène, y compris dans le public avant de se diriger vers un parking. Le match a pris fin lorsque Hardy a effectué une Swanton Bomb sur Umaga du haut d'un camion.

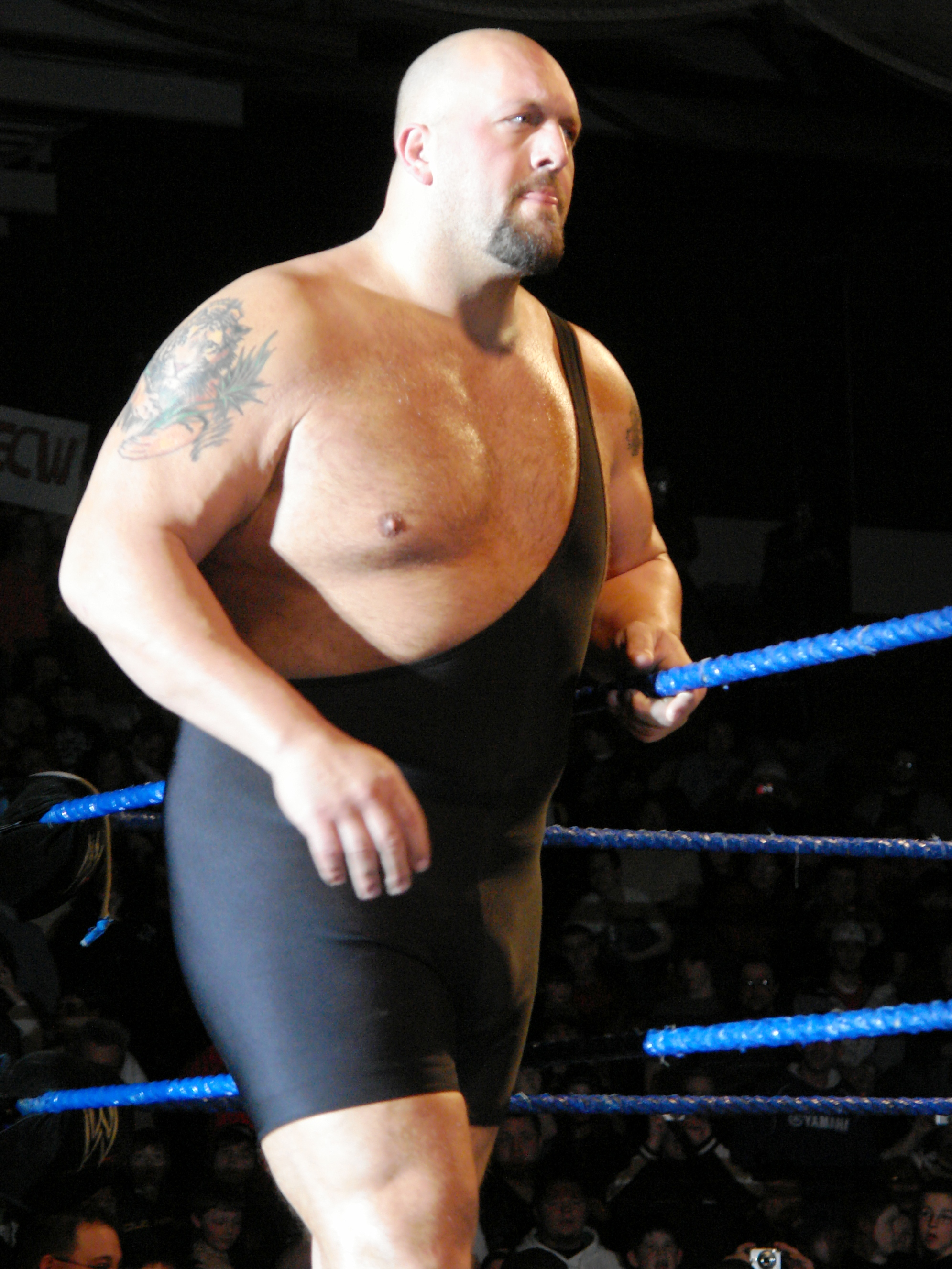
Big Show devient aspirant n°1 pour le titre de l'ECW.

Le prochain match est le five-men Singapour Cane match entre Big Show, Johnny Morrison, CM Punk, Chavo Guerrero et Tommy Dreamer. Le match a commencé avec un Big Show dominant, jusqu'à ce que les autres concurrents ont fait équipe ensemble pour l'assomer. Au cours du match, Guerrero a été aidé par Bam Neely et The Miz a aidé Morrison. Après que Big Show a attaqué les autres lutteurs, y compris Neely et The Miz, il a fait un Chokeslam sur Dreamer et gagna le match.
John Cena a fait face à JBL dans un First Blood match, dans lequel le gagnant est le lutteur qui fait saigner son adversaire en premier. Les deux hommes ont utilisé des armes dans leurs tentatives pour gagner, y compris des chaises en acier, des escaliers, etc. Le match a pris fin quand Cena exécuté son STFU sur Layfield tout en utilisant une chaîne en acier le faire saigner.
Le quatrième match est le I Quit Match féminin entre Beth Phoenix et Melina. Les deux femmes ont utilisé une variété de prises de soumission tout au long du match, qui a été remporté par Phoenix.

### Match principaux
Le match suivant était le Stretcher Match entre Shawn Michaels et Batista. Le match a pris fin quand Batista a mis Michaels sur la civière avant de l’emmener sur la ligne d'arrivée.
Le match suivant était le Last Man Standing Match pour le WWE Championship entre le champion, Triple H, et le challenger, Randy Orton, dont l'objectif est d'assurer que l'adversaire ne se relève pas au compte de 10. Orton a pris le contrôle du match en utilisant les escaliers en acier du ring et a ensuite tenté d'exécuter le RKO sur Triple H; Triple H a répliqué en le poussant sur la corde. Orton a légitimement cassé sa clavicule lorsqu'il a atterri sur le sol, et ne pouvait pas se relever au compte de 10, permettant à Triple H de conserver le WWE Championship.
Le main-event a été le TLC Career Threatening Match entre The Undertaker contre Edge pour le World Heavyweight Championship vacant. Tout au long du match, tous les membres de La Familia se sont impliqués, en attaquant The Undertaker et l'empêcher de monter les échelles. The Undertaker a envoyé Curt Hawkins et Zack Ryder à travers des tables à l'extérieur, avant d'exécuter un Last Ride sur Edge du haut de l'échelle et à travers deux tables. The Undertaker n'a pas réussi à décrocher la ceinture car Chavo Guerrero et Bam Neely ont interféré, ce qui incite l'Undertaker frappé les deux avec des chaises en acier. Il a de nouveau monté l'échelle, mais Edge s'est relevé et a poussé l'échelle ce qui envoie Undertaker à travers quatre tables à l'extérieur du ring. Edge a monté l'échelle et a récupéré le championnat, gagné le match et forçant The Undertaker à quitter la WWE, selon la stipulation d'avant-match.

## Tableau des matchs
| #                                                                | Match                                                                 | Stipulation | Durée |
| ---------------------------------------------------------------- | --------------------------------------------------------------------- | --- | ----- |
| 1                                                                | Jeff Hardy bat Umaga                                                  | Falls Count Anywhere Match                                                                                           | 9:27  |
| 2                                                                | Big Show bat John Morrison, Tommy Dreamer, Chavo Guerrero, et CM Punk | 5-man Singapore Cane Match pour être challenger n°1 à l'ECW Championship                                             | 8:35  |
| 3                                                                | John Cena bat JBL                                                     | First Blood Match | 14:30 |
| 4                                                                | Beth Phoenix bat Melina                                               | I Quit Match | 9:14  |
| 5                                                                | Batista bat Shawn Michaels                                            | Stretcher Match | 17:03 |
| 6                                                                | Triple H (c) bat Randy Orton                                          | Last Man Standing Match pour le WWE Championship                                                                     | 13:15 |
| 7                                                                | Edge bat The Undertaker (c)                                           | TLC Career Threatening Match pour le WWE World Heavyweight Championship. Si Undertaker perd, il doit quitter la WWE. | 23:50 |
| (c) désigne le(s) champion(s) défendant son titre dans le match. |                                                                       | |       |

## Conséquences
La rivalité entre Edge et The Undertaker a continué à SummerSlam. Après qu'Edge ait banni The Undertaker de la WWE, CM Punk a encaissé son contrat de Money in the Bank le 30 juin à RAW, et a battu Edge pour remporter le World Heavyweight Championship. Pendant le mariage de Edge et Vickie Guerrero, Triple H est venu et a montré une vidéo de Edge qui trompe Vickie avec Alicia Fox. Vickie se mit en colère et a commencé à frapper Edge. Après avoir échoué à remporter le championnat de la WWE, Vickie Guerrero a révélé qu'elle avait réengagé The Undertaker à SmackDown et prévu un Hell in a Cell match à SummerSlam. Durant le pay-per-view, Undertaker a vaincu Edge et après le match, Undertaker porte un Chokeslam sur Edge à travers le ring, dont du feu sort peu après.

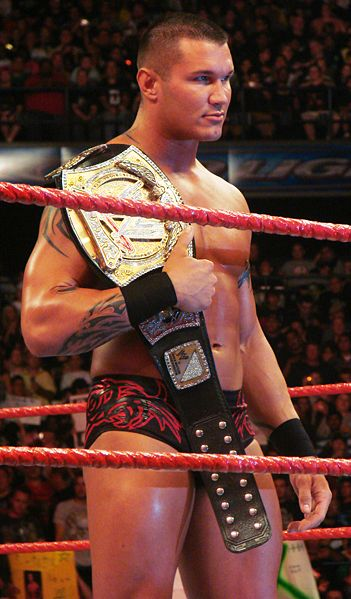
Randy Orton s'est cassé la clavicule.

Le Big Show s'est battu pour le championnat de l'ECW à Night of Champions, contre Mark Henry et Kane. Mark Henry a battu le Big Show et Kane afin de remporter le titre.
Après que Randy Orton se soit cassé la clavicule, Triple H a défendu son championnat de la WWE à Night of Champions, en battant John Cena. Le 23 juin, Triple H a été drafté à SmackDown et a commencé une rivalité avec Edge. Plus tard , il a battu Edge lors du Great American Bash pour le titre. Après avoir défendu le titre contre The Great Khali, Jeff Hardy, et Vladimir Kozlov, Triple H a finalement perdu contre Edge à Survivor Series dans un Triple Threat Match impliquant aussi Kozlov. Un mois plus tard, à Armageddon, Edge a défendu le championnat dans un match Triple Threat, qui a été remporté par Jeff Hardy.